# Cutremurul din Aceh (2013)
Pe 2 iulie 2013, un cutremur cu magnitudinea 6,2 a lovit provincia Aceh, de pe insula Sumatra, Indonezia. Mișcarea tectonică a ucis 42 de oameni și aproximativ alți 400 sunt răniți. Printre pagubele materiale se numără și 3,000 de locuințe.